# Galaosiye
Galaosiye es una localidad de Uzbekistán, en la provincia de Bujará.
Se encuentra a una altitud de 228 m sobre el nivel del mar. 

## Demografía
Según estimación 2010 contaba con una población de 16844 habitantes.